# Teorema do eleitor mediano
O teorema do eleitor mediano ou teoria do eleitor mediano afirma que "um sistema de votação por maioria absoluta selecionará o melhor resultado para o eleitor mediano" Este teorema está relacionado à economia de escolha pública e busca explicar padrões de comportamento eleitoral em democracias representativas e diretas.
Por exemplo, imagine uma votação simples sobre quanto gastar em segurança pública: um grupo prefere gastar pouco, outro quer gastar muito, e um terceiro prefere um valor intermediário. Se cada eleitor votar na opção mais próxima de sua preferência, o resultado vencedor tende a ser o valor defendido pelo eleitor que está no meio desse espectro — o chamado eleitor mediano.

## Fundamentos e pressupostos
O teorema fundamenta-se em duas premissas principais. A primeira pressupõe que os eleitores conseguem organizar todas as alternativas políticas ao longo de um espectro político unidimensional
, isto é, como se ordenados em uma reta. Em tese, isso seria plausível se os eleitores conseguissem posicionar claramente os candidatos políticos em uma ordem, da esquerda para a direita. No entanto essa simplificação frequentemente não se aplica, pois cada partido político pode possuir posições distintas em diferentes temas, tornando a comparação em um único eixo ideológico limitada. Da mesma forma, no contexto de referendos, as opções apresentadas ao eleitorado podem englobar mais de uma questão.
A segunda premissa considera que os eleitores possuem preferências de escolha única, ou seja, cada eleitor tem têm uma alternativa que prefere mais do que todas as outras. O modelo também assume que os eleitores sempre votam, independentemente da distância entre suas preferências e as opções oferecidas. Essas condições sugerem que o eleitor mediano tem incentivo para expressar suas verdadeiras preferências nas urnas. Finalmente, o teorema mediano dos eleitores se aplica melhor a um sistema eleitoral majoritário, isto é, escolhe uma candidata ou um candidato, e ganha quem tiver a maioria dos votos válidos.

#### Exemplos de preferências
O modelo distingue entre cenários com preferências de escolha única — onde o eleitor possui uma posição clara e central — e aqueles com preferências múltiplas, onde a hierarquia das escolhas pode variar de forma mais complexa. Essa diferenciação é fundamental para entender a estabilidade do voto majoritário.

### Representações gráficas das preferências dos eleitores
Nos gráficos a seguir, utiliza-se o conceito de utilidade para representar o grau de preferência dos eleitores por determinadas posições no espectro político. Este é um conceito emprestado da teoria econômica e da teoria da escolha racional. No contexto da teoria da escolha pública, utilidade refere-se ao nível de satisfação que um eleitor obtém de uma proposta ou política. Quanto maior a utilidade atribuída a uma posição, maior é a preferência do eleitor por ela.

#### Exemplo simples:
Imagine um espectro político de 0 (esquerda) a 10 (direita):
- Um eleitor que prefere políticas moderadas pode atribuir utilidade máxima (digamos, valor 10) à posição 5.
- Se uma proposta está na posição 3 ou 7, esse eleitor pode ainda gostar dela, mas menos (utilidade 7).
- Já se a proposta está nos extremos 0 ou 10, a utilidade para esse eleitor pode ser muito baixa (digamos, 2).

Essa relação pode ser desenhada como uma curva de preferência, e se ela tiver um único pico — o ponto onde a utilidade é máxima — dizemos que o eleitor tem uma preferência de escolha única (single-peaked preference), que é essencial para que o teorema do eleitor mediano funcione.
Assim, o conceito de utilidade do eleitor permite ilustrar visualmente como eles avaliam diferentes alternativas, sendo central para o entendimento de preferências de escolha única e da aplicação do teorema do eleitor mediano.
| Exemplo de preferência de escolha única (single-peaked preference), em que a utilidade do eleitor aumenta à medida que a política se aproxima de uma posição à direita no espectro político. A utilidade atinge um pico máximo nessa posição, indicando que essa é sua política preferida. Após esse ponto, qualquer desvio adicional para a direita resultaria em menor utilidade. Esse tipo de preferência representa uma curva unimodal clara. | Exemplo de preferência de escolha única, mas, neste caso, a posição preferida está no centro do espectro político, na posição neutra. A utilidade é menor nas posições à esquerda e à direita. O modelo reforça a suposição de que eleitores possuem preferência única e dominante em um espectro unidimensional, característica que permite a estabilidade nas decisões majoritárias e a aplicação do teorema do eleitor mediano. | Exemplo de preferência com múltiplas escolhas (multi-peaked preferences), em que o eleitor atribui alta utilidade a posições ideológicas opostas (esquerda e direita), mas baixa utilidade à posição central. Esse tipo de configuração é incompatível com os requisitos do teorema do eleitor mediano, pois gera instabilidade e pode resultar em cycling — uma situação em que não há vencedor claro nas votações. |
| --- | --- | --- |
| | | |

## Suposições do modelo
Para que as conclusões do teorema do eleitor mediano sejam válidas e sua lógica se mantenha consistente, é necessário que certas condições fundamentais estejam presentes no sistema eleitoral analisado. Especificamente, o modelo depende do cumprimento de sete suposições principais, que delimitam seu escopo e aplicabilidade:
1. Votação unidimensional: O teorema do eleitor mediano pressupõe que todas as alternativas políticas podem ser organizadas em um único eixo contínuo — como uma linha que vai da esquerda à direita no espectro ideológico. Isso significa que as preferências dos eleitores se alinham em torno de uma única questão central, como o nível de gastos públicos, permitindo que se identifique claramente uma posição mediana. Essa suposição simplifica o modelo e é fundamental para garantir que exista um ponto de equilíbrio estável. No entanto, na prática, eleições geralmente envolvem múltiplas questões simultâneas — econômicas, sociais, ambientais — o que torna difícil representar as preferências em apenas uma dimensão.
2. Preferência de escolha única: Essa suposição estabelece que cada eleitor possui uma única alternativa ideal dentro do espectro político e que suas preferências diminuem gradualmente à medida que as opções se afastam desse ponto. Isso implica uma curva de utilidade com um único pico (unimodal), o que garante que haja uma preferência clara por uma posição intermediária. Essa condição é essencial para evitar o fenômeno conhecido como cycling (ciclagem) — situações em que não há um vencedor consistente em votações sucessivas, devido a preferências não estruturadas. Sem preferências de escolha única, não há como definir uma posição mediana que seja estável ou dominante (Conforme Exemplo 1 de preferências de escolha única, acima).
3. Escolha entre duas opções: O teorema é mais robusto quando há apenas duas alternativas. Com mais opções, o eleitor mediano pode não estar representado na escolha majoritária. Por exemplo, em uma eleição com 100 eleitores divididos entre as opções A (33 votos), B (33 votos) e C (34 votos), o eleitor mediano poderia preferir B, mas a opção C venceria. Além disso, quando três ou mais candidatos iniciam no centro ideológico, qualquer leve deslocamento de um deles pode atrair uma parcela substancial do eleitorado, incentivando os outros a também se reposicionarem. Isso gera um ciclo contínuo de ajustes estratégicos, impedindo a existência de um ponto de equilíbrio estável.
4. Ausência de ideologia entre candidatos: O teorema assume que os políticos agem puramente como maximizadores de votos e não são guiados por convicções ideológicas próprias. Nesse cenário, eles estão dispostos a ajustar suas posições políticas conforme as preferências do eleitorado, convergindo para o centro se for vantajoso. No entanto, na realidade, candidatos muitas vezes mantêm compromissos ideológicos ou pertencem a coalizões partidárias que restringem sua flexibilidade estratégica. Além disso, políticos podem tentar influenciar as opiniões dos eleitores em vez de apenas refletir suas preferências, o que enfraquece essa suposição.
5. Participação plena do eleitorado: Aqui, parte-se do pressuposto de que todos os eleitores elegíveis votam, independentemente da distância entre suas preferências e as opções em disputa. Essa condição assegura que o eleitor mediano seja representativo da totalidade do eleitorado. Contudo, na prática, fatores como apatia política, barreiras de acesso ao voto ou desinformação podem gerar abstenção seletiva, distorcendo o posicionamento efetivo da mediana e prejudicando a validade do modelo.
6. Neutralidade financeira: O modelo exclui qualquer impacto de financiamento de campanhas, grupos de interesse ou lobby sobre o processo eleitoral. Assume-se que os candidatos escolhem suas plataformas apenas com base na maximização de votos. Na realidade, no entanto, recursos financeiros podem influenciar significativamente a viabilidade de campanhas, as estratégias de comunicação e até a formulação de propostas, fazendo com que candidatos se afastem da posição mediana em busca de apoio monetário.
7. Informação completa: Supõe-se que tanto eleitores quanto candidatos têm pleno conhecimento das alternativas disponíveis, dos temas em disputa e das preferências dos outros agentes. Isso significa que os políticos sabem exatamente onde está o eleitor mediano, e os eleitores sabem diferenciar claramente as plataformas propostas. Essa condição dificilmente se verifica no mundo real, onde a assimetria de informação, a complexidade dos temas políticos e a manipulação da opinião pública limitam a transparência e a racionalidade exigidas pelo modelo.

## Formulações do teorema (fraca e forte)
A formulação fraca afirma que, em uma votação por maioria simples, a política preferida pelo eleitor mediano vencerá qualquer outra alternativa em disputas pareadas. Em termos técnicos, isso significa que a posição do eleitor mediano é um vencedor de Condorcet — ou seja, sua alternativa preferida supera todas as demais em confrontos diretos, um a um. Assim, se houver um eleitor mediano bem definido e as preferências forem de escolha única, o resultado da votação tenderá a refletir sua escolha.
A formulação forte vai além: ela afirma que a política resultante da eleição será exatamente a política mais desejada pelo eleitor mediano — não apenas que vencerá disputas parciais, mas que será o ponto de convergência final dos candidatos ou propostas políticas. Ou seja, sob todas as suposições do modelo (como preferências de escolha única, participação total, racionalidade dos políticos e ausência de influências externas), os candidatos têm um incentivo tão claro para capturar a maioria que acabam adotando a posição exata do eleitor mediano em sua plataforma política. Esse resultado implica que o eleitor mediano não apenas decide entre as opções disponíveis, mas também molda as plataformas que os candidatos apresentam, tornando-se o ponto de referência central da política pública.

## Implicações políticas
O teorema do eleitor mediano ajuda a explicar certos fenômenos observados em sistemas políticos majoritários. Um deles é a tendência de convergência de plataformas e retórica de campanha, especialmente em períodos eleitorais. Para conquistar a maioria, candidatos tendem a ajustar suas propostas em direção à posição do eleitor mediano. Um exemplo recorrente ocorre nas eleições legislativas dos Estados Unidos, em que tanto democratas quanto republicanos moderam seus discursos e propostas durante a campanha. Assim como os vendedores em um mercado livre tentam conquistar os clientes de seus concorrentes, fazendo pequenas alterações para melhorar seus produtos, os políticos também se desviam levemente para a plataforma de seu oponente para obter votos.
Além disso, o teorema explica por que candidatos com propostas radicais raramente são eleitos e por que dois grandes partidos políticos tendem a predominar em sistemas de votação majoritários, como demonstra a lei de Duverger. Nos Estados Unidos, existem inúmeros partidos políticos, mas apenas dois grandes partidos estabelecidos participam de quase todas as principais eleições: os partidos democrata e republicano. De acordo com o teorema do eleitor mediano, terceiros partidos raramente ou nunca obtêm sucesso porque os principais absorvem suas propostas para atrair mais votos. Em sistemas com representação proporcional, no entanto, é mais comum que partidos menores conquistem uma parcela significativa do eleitorado.

## Democracia representativa e exemplo Hillary vs Donny
Embora formulado para democracia direta, o teorema pode ser estendido às democracia representativa. Nesse caso, os políticos adaptam suas políticas de governo de acordo com as preferências do eleitor mediano.
Modelos hipotéticos como o apresentado aqui são usados para mostrar como candidatos podem ajustar estrategicamente suas posições políticas ao longo de um espectro ideológico.
Painel 1:
- Donny (D₁) propõe uma redução de 25% nos gastos;
- Hillary (H₁) propõe um aumento de 25%;
- O eleitor mediano prefere 0% de mudança;
- Resultado: o eleitorado se divide, mas ambos os candidatos estão distantes do centro.

Nesse estágio inicial, os candidatos representam suas bases ideológicas, mas estão afastados do eleitor mediano. Nenhum deles captura o centro político.
Painel 2:
- Hillary move-se para +10% (H₂), aproximando-se do centro;
- Donny ainda está em -25% (D₁);
- Hillary agora atrai parte dos eleitores centristas.

Hillary inicia o movimento estratégico rumo ao centro para conquistar votos do eleitor mediano. Donny, por enquanto, mantém sua posição original.
Painel 3:
- Agora é Donny quem se move, aproximando-se com uma nova proposta de -5% (D₂).
- Hillary permanece em +10% (H₂).

Donny responde à movimentação de Hillary, buscando recuperar os eleitores centristas perdidos. O ciclo de ajuste competitivo continua.
Painel 4:
- Ambos os candidatos convergem para o centro: D₃ = H₃ = 0% de mudança.
- Eles adotam exatamente a posição preferida pelo eleitor mediano.

Esse é o equilíbrio previsto pelo teorema do eleitor mediano. Como nenhum dos candidatos pode se deslocar sem perder votos para o outro, ambos param no ponto central.

## História
O conceito foi introduzido por Harold Hotelling em 1929, em seu artigo Stability in Competition, ao notar que candidatos em eleições majoritárias tendem a adotar posições semelhantes para capturar o maior número de votos. Hotelling comparou o comportamento dos políticos ao de empresas concorrentes em mercados, observando que, assim como produtos similares convergem em características para atrair consumidores, plataformas políticas tendem a se aproximar.
Duncan Black, no artigo On the Rationale of Group Decision-making, de 1948, formalizou o modelo ao explorar o processo de tomada de decisão em grupo, suprindo o que considerava uma lacuna na teoria econômica sobre a influência do voto nos resultados coletivos. O trabalho de Black, portanto, desencadeou pesquisas sobre como a economia pode explicar os sistemas de votação. Posteriormente, em 1957, Anthony Downs consolidou o teorema em seu trabalho An Economic Theory of Democracy, no qual modelou o comportamento racional de eleitores e candidatos em sistemas democráticos.

## Evidências empíricas que apoiam o teorema
Diversos estudos empíricos oferecem suporte ao teorema do eleitor mediano, sugerindo que decisões políticas frequentemente refletem as preferências do eleitor situado no centro do espectro ideológico.
O economista Randall Holcombe, em estudo publicado em 1980, analisou os gastos com educação pública em 257 distritos escolares do estado de Michigan, nos Estados Unidos. Ele comparou os valores efetivamente investidos em cada distrito com os valores previstos por modelos teóricos baseados nas preferências do eleitor mediano. O resultado mostrou que, na média, os gastos reais estavam apenas 3% acima ou abaixo do nível previsto como ideal. Isso indica que as decisões sobre financiamento educacional estavam, na prática, muito próximas daquilo que o eleitor mediano desejava, sugerindo que esse eleitor exerce influência real sobre a política pública (Ver Equilíbrio de Bowen).
Já o pesquisador Thomas Fujiwara, em estudo de 2015, examinou os efeitos da introdução das urnas eletrônicas no Brasil, em 1998. Com essa mudança, o sistema eleitoral tornou-se mais acessível, permitindo que um número muito maior de cidadãos, especialmente de regiões de maior concentração de baixa escolaridade, passasse a votar. O estudo mostrou que, após esse aumento da participação, os governos eleitos passaram a adotar mais políticas públicas voltadas à saúde e ao bem-estar social, beneficiando justamente essas comunidades recém-incluídas no processo eleitoral. A pesquisa sugere que, com a entrada desses novos eleitores, a posição do eleitor mediano se deslocou — e os políticos ajustaram suas plataformas para refletir essa nova realidade.
Além disso, o teorema do eleitor mediano tem sido usado para explicar a expansão dos programas de redistribuição de renda promovidos pelo governo, especialmente nos Estados Unidos ao longo do século XX. Os economistas Thomas Husted e Lawrence Kenny argumentam que, em democracias, eleitores com renda próxima à mediana tendem a eleger candidatos que prometem transferir recursos dos mais ricos para a população de renda intermediária.
O cientista político Tom Rice, por sua vez, observou que, até meados da década de 1960, houve uma redução da distância entre a renda média e a renda mediana nos Estados Unidos. Essa aproximação, segundo ele, foi impulsionada por três fatores principais: a força do Partido Democrata no Congresso dos Estados Unidos (que tradicionalmente favorece políticas redistributivas), o aumento da participação eleitoral (que amplia o peso do eleitorado de baixa e média renda), e os baixos índices de desemprego no período, que permitiram que mais famílias permanecessem dentro da faixa mediana.
Esses estudos, embora com contextos distintos, apontam para o mesmo fenômeno: quando as condições políticas e institucionais permitem, as políticas públicas tendem a se alinhar às preferências do eleitor mediano, corroborando a lógica central do teorema.

## Limitação
Como escolhemos o melhor resultado de uma eleição para a sociedade? Essa questão é a raiz do teorema do eleitor mediano e fornece a base de como e por que esse teorema foi criado. Embora ele ofereça uma explicação para o comportamento político em sistemas majoritários, baseando-se na ideia de que a posição do eleitor mediano representa a vontade coletiva, sua validade depende de uma série de condições específicas. Na prática, muitas dessas condições não são plenamente atendidas. Essas limitações estão diretamente relacionadas aos desafios clássicos da teoria da escolha social, campo que estuda como transformar as preferências individuais dos cidadãos em decisões coletivas que sejam consistentes, justas e estáveis.

### Fundamentos e desafios da escolha coletiva
Como já mencionado, o teorema do eleitor mediano está fundamentado na ideia de que é possível chegar a uma decisão coletiva que represente o interesse da sociedade a partir das preferências de cada indivíduo. Em outras palavras, parte-se do princípio de que, se conhecermos o que cada pessoa deseja, podemos combinar essas informações e identificar qual seria a melhor escolha para o grupo como um todo. Para que isso funcione de forma justa e coerente, a teoria da escolha social estabelece alguns critérios que definem o que seria uma decisão racional em nível coletivo. Três desses princípios são especialmente importantes:
1. Eficiência de Pareto: Esse princípio afirma que, se todos os indivíduos em uma sociedade concordam que uma determinada opção é melhor do que as demais, então essa opção deve ser escolhida. Trata-se de uma forma de garantir que a decisão coletiva respeite unanimidades. Em termos práticos, se todos os eleitores preferem a proposta X em vez da proposta Y, não faria sentido que o resultado final fosse a escolha de Y. Essa regra busca evitar que decisões coletivas contradigam consensos óbvios dentro do grupo..
2. Transitividade: A transitividade garante consistência nas preferências coletivas. Ela diz que, se a sociedade prefere a opção A em relação à B, e também prefere B em relação à C, então deve preferir A em relação à C. Esse princípio é importante porque impede contradições lógicas nas escolhas do grupo. Sem transitividade, as decisões se tornariam incoerentes e imprevisíveis — e seria impossível ordenar as alternativas de forma confiável.
3. Independência de alternativas irrelevantes (IIA): Esse critério estabelece que a escolha entre duas opções (por exemplo, A e B) não deve ser influenciada pela presença ou ausência de uma terceira alternativa (C), caso essa alternativa não seja escolhida. Em outras palavras, se a sociedade já prefere A em vez de B, a introdução de uma nova opção que não tem chance de vencer não deveria mudar essa preferência. Esse princípio evita que o resultado de uma eleição seja manipulado apenas pela forma como as opções são apresentadas ou pelo número de alternativas disponíveis.[4]

### Inconsistências nos sistemas de votação
Quando essas condições não são plenamente atendidas — algo bastante comum em contextos reais —, o sistema de votação pode levar a resultados contraditórios ou instáveis, como os dois explicados abaixo:

#### O problema docycling
Uma das consequências da violação dessas condições é o fenômeno conhecido como "cycling". Isso ocorre quando não há um vencedor claro em votações sucessivas. Em vez de um resultado estável, o processo de decisão entra em ciclos — por exemplo, a maioria prefere A a B, B a C e, paradoxalmente, C a A. Essa instabilidade mostra que nem sempre é possível obter uma escolha coletiva consistente apenas com base nas preferências individuais. O teorema do eleitor mediano evita esse problema apenas se os eleitores tiverem "preferências de escolha única", ou seja, se suas preferências forem estruturadas de modo a permitir uma ordenação clara em torno de um ponto mediano.

#### O teorema da impossibilidade de Arrow
Este teorema foi desenvolvido pelo economista Kenneth Arrow na década de 1950, que recebeu o Prêmio Nobel de Economia por demonstrar que não existe um método perfeito para transformar as preferências individuais dos eleitores em uma decisão coletiva justa e coerente. Seu teorema é uma das contribuições mais influentes da teoria da escolha social.
Em termos simples, Arrow mostrou que é impossível construir uma regra de escolha social que atenda simultaneamente a um conjunto mínimo de critérios desejáveis — como os três princípios apresentados anteriormente: eficiência de Pareto, transitividade e independência de alternativas irrelevantes (IIA) — quando há três ou mais alternativas em disputa.
Para entender melhor, imagine uma sociedade que precisa escolher entre três políticas públicas: A, B e C. Se o sistema eleitoral usado respeita as preferências individuais de cada cidadão, parece razoável esperar que a decisão coletiva também seja lógica e respeite os consensos. No entanto, Arrow provou que qualquer método que tente agregar essas preferências inevitavelmente falhará em pelo menos um dos critérios fundamentais, a não ser que: a) As preferências individuais sigam um formato altamente restrito e previsível (como no caso das preferências de escolha única, exigidas pelo teorema do eleitor mediano); b) A decisão seja tomada por uma autoridade única, ou seja, uma forma de ditadura, na qual apenas as preferências de uma pessoa são consideradas; e, c) Se aceite que o sistema possa ser manipulado por alternativas irrelevantes, o que compromete sua estabilidade e imparcialidade.
Esse resultado é chamado de “impossibilidade” porque mostra que não existe uma regra que possa ser aplicada a qualquer situação eleitoral ou política e que sempre produza resultados justos, consistentes e democráticos ao mesmo tempo.
Na prática, isso ajuda a explicar por que sistemas eleitorais diferentes produzem resultados distintos e por que, muitas vezes, o desfecho de uma votação pode parecer ilógico ou manipulável. O teorema de Arrow não invalida completamente modelos como o do eleitor mediano, mas mostra que eles só funcionam bem sob condições específicas, e que fora dessas condições, surgem problemas de coerência, instabilidade ou até injustiça na representação das preferências sociais.

### Soluções alternativas para as limitações
Algumas soluções têm sido propostas para contornar limitações para se alcançar decisões representativas das preferências de cada indivíduo. Uma delas é a "restrição das preferências" à uma escolha única, o que possibilita aplicar o teorema do eleitor mediano com relativa segurança. Porém, muitos contextos políticos reais envolvem várias dimensões simultâneas de decisão — como saúde, educação, impostos, segurança — que não podem ser facilmente reduzidas a um único eixo ideológico. Nesses casos, torna-se difícil aplicar o teorema do eleitor mediano, pois não há garantia de que exista um eleitor mediano coerente com todas essas variáveis ao mesmo tempo.
Outra seria considerar a "intensidade das preferências" dos eleitores, ou seja, atribuir pesos diferentes às escolhas com base em quão importante ou decisiva cada questão é para cada indivíduo. Essa abordagem reconhece que algumas pessoas se sentem mais envolvidas ou emocionalmente comprometidas com certos temas do que com outros. No entanto, medir essa intensidade de forma objetiva e justa é um desafio técnico, e sua aplicação exige modelos mais complexos, como as funções de bem-estar social e o modelo de Samuelson.

### Limitações institucionais e evidências empíricas contrárias
Na prática, muitas das suposições deste modelo não se sustentam. A exigência de que haja apenas votação unidimensional raramente é atendida em contextos legislativos. Representantes eleitos não votam apenas sobre uma questão, mas sobre múltiplas políticas simultaneamente, o que dificulta a aplicação do modelo.
Um exemplo ilustrativo é o comportamento no Senado dos Estados Unidos: se o teorema fosse plenamente válido, os dois senadores de um mesmo estado deveriam votar de forma idêntica, representando a preferência do eleitor mediano estadual. Contudo, quando um pertence ao partido Democrata e o outro ao partido Republicano, é comum que votem de forma contrária, anulando o suposto efeito da mediana.
O cientista político Keith Krehbiel argumenta que há barreiras institucionais à eficiência do processo político, como a incapacidade dos eleitores de alterar diretamente a legislação. O autor também argumenta que a complexidade das políticas que estão sendo votadas impedem que sejam colocadas em um continuum unidimensional. Portanto, assim como há custos de transação em mercados, diz ele, existem restrições práticas do processo de votação majoritário que impedem a otimização das decisões coletivas.
Os economistas James Buchanan e Robert Tollison destacam uma limitação importante do teorema do eleitor mediano: ele pressupõe que todas as decisões políticas possam ser organizadas em um único eixo ideológico, como da esquerda para a direita, o que nem sempre é possível. Na prática, muitas eleições ou referendos envolvem múltiplos temas simultaneamente, como, por exemplo, gastos públicos com educação e segurança. Quando isso ocorre, as preferências dos eleitores passam a existir em um espaço multidimensional, e não mais sobre um espectro linear. Nessas situações, torna-se difícil — ou mesmo impossível — identificar um eleitor verdadeiramente "mediano", porque não há uma única dimensão na qual as preferências possam ser ordenadas de forma consistente. Isso compromete a aplicabilidade do modelo, que depende justamente de uma estrutura unidimensional para garantir estabilidade e previsibilidade nos resultados eleitorais.
Um estudo empírico de David S. Lee, Enrico Moretti e Matthew J. Butler (2004) também oferece uma importante crítica empírica ao teorema do eleitor mediano. Os autores analisaram o comportamento de legisladores na Câmara dos Representantes dos Estados Unidos, especialmente em situações nas quais houve mudanças exógenas na competitividade eleitoral — ou seja, momentos em que um partido passou a ter uma chance inesperadamente maior ou menor de vencer uma eleição, sem que isso estivesse diretamente ligado a mudanças nas preferências dos eleitores.
A hipótese central do teorema do eleitor mediano sugere que, em contextos competitivos, os candidatos ajustam suas posições políticas para atrair o eleitor mediano, adotando posturas mais centristas conforme se aproxima a eleição. No entanto, o que os autores observaram foi o oposto: mesmo quando a probabilidade de vitória mudava de forma significativa — por exemplo, devido a decisões judiciais que alteravam as regras eleitorais ou a composição dos distritos — os candidatos mantinham suas posições ideológicas praticamente inalteradas.
Ou seja, os eleitores não estavam moldando ativamente a agenda dos políticos, como prevê o modelo do eleitor mediano. Em vez disso, as plataformas políticas permaneceram estáveis, independentemente das mudanças nas condições eleitorais. Isso sugere que, em muitos casos, os políticos não convergem para o centro ideológico, mesmo quando isso poderia maximizar seus votos.
A conclusão do estudo é que, embora o eleitorado decida quem vence a eleição, não necessariamente determina as políticas que serão implementadas. Isso limita a validade do teorema do eleitor mediano, ao mostrar que a convergência ideológica esperada nem sempre ocorre, especialmente quando os candidatos valorizam mais a fidelidade a suas próprias crenças políticas do que a maximização imediata de votos.
Uma crítica estrutural ainda mais ampla vem de Anthony Downs, que, em A Theory of Bureaucracy, sustenta que o comportamento político é amplamente guiado por interesses pessoais. Tal como proposto por Adam Smith no contexto dos mercados, representantes políticos são motivados por objetivos próprios — como poder, renda e prestígio. A necessidade constante de reeleição leva os políticos a distorcer o mandato conferido pelos eleitores, muitas vezes favorecendo políticas de curto prazo que maximizem ganhos individuais em detrimento do interesse público.